# D316 (Val-d'Oise)
De D316 is een departementale weg in het Noord-Franse departement Val-d'Oise. De weg loopt van de grens met Seine-Saint-Denis via Sarcelles en Luzarches naar de grens met Oise. In Seine-Saint-Denis loopt de weg als RNIL 16 verder naar Pierrefitte-sur-Seine en Parijs. In Oise loopt de weg verder als D1016 naar Creil en Amiens.

## Geschiedenis
Oorspronkelijk was de D316 onderdeel van de N16. In 2006 werd de weg overgedragen aan het departement Val-d'Oise, omdat de weg geen belang meer had voor het doorgaande verkeer. De weg is toen omgenummerd tot D316.